# Tomàs Rosés
Tomàs Rosés i Ibbotson (ur. 26 sierpnia 1883 w Liverpoolu, zm. 17 marca 1948 w Barcelonie) – hiszpański bankier, przemysłowiec i działacz sportowy.
Tomàs Rosés był synem przemysłowca w przemyśle tekstylnym Ramona Rosésa i Feliu, właściciela przedsiębiorstwa Rosés i Companyia. Został wysłany przez ojca do Anglii, gdzie objął stanowisko dyrektora przędzalni. Po powrocie do Barcelony Tomàs Rosés poprawił wydajności i jakość produktów tamtejszej rodzinnej fabryki. W 1914 Ramon Rosés przekazał firmę trzem synom; Tomàsowi, Manuelowi i Antoniemu. W 1921 zmarł Ramon, a Tomàs wykupił od braci udziały w przedsiębiorstwie. w 1941 firma zmieniał nazwę na Cotonera Tomàs Rosés SA.
23 marca 1929 Rosés został wybrany 19. prezesem katalońskiego klubu piłkarskiego FC Barcelona. Jego poprzednikiem był Arcadi Balaguer. Podczas jego kadencji Barça wygrała pierwszą edycję Ligi Hiszpańskiej i mistrzostwa Katalonii w sezonie 1929/1930. W owym czasie nastąpił bunt zawodników przeciwko zarządowi klubu, który został następnie rozwiązany przez Josepa Sunyola, będącego wówczas mediatorem. 30 czerwca 1930 zakończył swoją prezesurę, a jego następcą został Gaspar Roses.